# S級駆逐艦 (初代)
S級駆逐艦（英語: S-class destroyer）は、イギリス海軍の駆逐艦の艦級。基本となるアドミラルティS級と、特型としてのソーニクロフトS級、ヤーロウS級がある。

## 来歴
ドイツ帝国海軍の新しい大型駆逐艦が同時期のR級を凌駕する性能を備えているとの情報を受けて、1916年度計画より、イギリス海軍の駆逐艦は、砲熕火力を強化したV級・W級に移行した。
しかしその後、この情報は過大評価されていたと判断されたことから、1917年2月、第三海軍卿は、駆逐艦の建造をR級に基づいた設計に差し戻すことを決定した。これによって、1917年度で建造されたのが本級である。

## 設計
基本配置はアドミラルティ改R級のものが踏襲されているが、船首楼部の設計は大きく改正された。従来は平坦な前甲板とV字形に軽いフレアを付した前部断面となっていたのに対し、本級では船首楼甲板はタートルバック型とされ、かなり強いシアとフレアが付されたことで、艦首部乾舷は5.4メートルに達し、凌波性は大きく向上した。1918年8月、本国艦隊に属していた8隻は、荒天下でもC級軽巡洋艦「カースター」と問題なく随伴し、中には20～24ノットを発揮した艦もあり、凌波性の高さが実証された。またヤーロウS級は他社艦と比して排水量とGM値が小さく、低い精悍なシルエットを備えていた。ソーニクロフトS級は1番砲をプラットフォーム上に設置したほか、扁平な1番煙突が特徴であった。
機関構成もR級と同様で、ブラウン・カーチス式オール・ギヤード・タービンを基本として、パルマーズ社艦および「ティルベリィ」「ティンタージェル」「ストレナウス」ではパーソンズ式が採用された。またヤーロウS級では、直結タービンの搭載が固守された。
ボイラーはヤーロウ式重油専焼水管ボイラーを基本として、ホワイト社艦ではホワイト・フォスター式が搭載された。
なお計画速力は36ノットとされていたが、アドミラルティS級では排水量超過の艦が続出し、これを達成できない艦も少なくなかった。これに対し、ソーニクロフトS級およびヤーロウS級ではいずれも計画速力を達成し、「タイリアン」では39.401ノットを発揮した。

## 装備
艦砲は、40口径10.2cm砲（QF 4インチ砲Mk.IV）を3門搭載した。この砲は当時のイギリス駆逐艦の標準装備であったが、アドミラルティ改R級で採用された長砲身・大発射速度のMk.Vと比べると後退と言えた。対空兵器としては39口径40mm高角機銃（QF 2ポンド・ポンポン砲）を搭載した。
水雷装備としては、当時の駆逐艦の標準装備である53.3cm連装魚雷発射管2基が搭載された。また大戦中の駆逐艦の一部では、戦訓に基づいて、冷走魚雷用の45cm魚雷発射管の装備も行われていたが、本級ではこれが当初から盛り込まれた。ただしアドミラルティS級では、上記の通り排水量増大から速力低下が生じていたことから、これを補うため、後期建造艦では45cm魚雷発射管を省いた艦もあった。

## 同型艦
アドミラルティS級
- シムーン（HMS Simoon）
- シミター（HMS Scimitar）
- スコッツマン（HMS Scotsman）
- スカウト（HMS Scout）
- サイザ（HMS Scythe）
- シーベアー（HMS Seabear）
- シーファイヤ（HMS Seafire）
- サーチャー（HMS Searcher）
- シーウルフ（HMS Seawolf）
- シャーク（HMS Shark）
- スパローホーク（HMS Sparrowhawk）
- スプレンディド（HMS Splendid）
- スポーティブ（HMS Sportive）
- ステュルワート（HMS Stalwart）
→ 1920年1月27日付で豪海軍に貸与（HMAS Stalwart）
- ティルベリィ（HMS Tilbury）
- ティンタージェル（HMS Tintagel）
- セイバー（HMS Sabre）
- サラディン（HMS Saladin）
- サーダニックス（HMS Sardonyx）
- シーク（HMS Sikh）
- サーダー（HMS Sirdar）
- ソンム（HMS Somme）
- スピアー（HMS Spear）
- スピンドリフト（HMS Spindrift）
- サクセス（HMS Success）
→ 1920年1月27日付で豪海軍に貸与（HMAS Success）
- シャムラック（HMS Shamrock）
- シカリ（HMS Shikari）
- セナター（HMS Senator）
- シポイ（HMS Sepoy）
- セラフ（HMS Seraph）
- シレイピス（HMS Serapis）
- シリーン（HMS Serene）
- セサミ（HMS Sesame）
- スワロー（HMS Swallow）
- ソーズマン（HMS Swordsman）
→ 1920年1月27日付で豪海軍に貸与（HMAS Swordsman）
- ストレナウス（HMS Strenuous）
- ストロングホールド（HMS Stronghold）
- スターディ（HMS Sturdy）
- ステッドファスト（HMS Steadfast）
- スティーリング（HMS Sterling）
- ストーンヘンジ（HMS Stonehenge）
- ストームクラウド（HMS Stormcloud）
- トリビューン（HMS Tribune）
- トリニダッド（HMS Trinidad）
- タクティシアン（HMS Tactician）
- タラ（HMS Tara）
- タスマニア（HMS Tasmania）
→ 1920年1月27日付で豪海軍に貸与（HMAS Tasmania）
- タツー（HMS Tattoo）
→ 1920年1月27日付で豪海軍に貸与（HMAS Tattoo）
- トロウジャン（HMS Trojan）
- トルーアント（HMS Truant）
- トラスティ（HMS Trusty）
- タービュレント（HMS Turbulent）
- テネドス（HMS Tenedos）
- サネット（HMS Thanet）
- スレイシアン（HMS Thracian）
 →1941年12月25日、香港の戦いにおいて鹵獲され、第百一号哨戒艇として日本海軍に編入

ヤーロウS級
- トーチ（HMS Torch）
- トマホーク（HMS Tomahawk）
- トライフォン（HMS Tryphon）
- チューモルト（HMS Tumult）
- トルクォイズ（HMS Turquoise）
- タスカン（HMS Tuscan）
- タイリアン（HMS Tyrian）

ソーニクロフトS級
- スピーディ（HMS Speedy）
- トバゴー（HMS Tobago）
- トーベイ（HMS Torbay）
 →1928年3月1日付でカナダ海軍に移管、シャンプレーン（HMCS Champlain）に改名
- トリアドー（HMS Toreador）
 →1928年3月1日付でカナダ海軍に移管、バンクーバー（HMCS Vancouver）に改名

- ターマリン（HMS Tourmaline）